# ブローセン彗星
ブローセン彗星（ブロルゼン彗星、英語: 5D/Brorsen）は1846年2月26日にデンマークの天文学者、Theodor Brorsenにより発見されたが消滅した彗星である。

## 観測史

### 1846年の回帰
2月25日が近日点を通過した日であり、その翌日となる2月26日に発見された。3月27日には0.52 auで地球に最接近し、この接近によりブローセン彗星のコマの直径は大きくなった。Johann Friedrich Julius Schmidt(英語版)はブローセン彗星の視直径について3月9日には3~4分、3月22日には8~10分になると推定した。4月22日に天の北極から20°の位置で最後に観測された。この発見から初接近時の終わりまでには公転周期が計算され、5.5年と求められた。ブローセン彗星は1842年に木星に0.0668 auまで接近したときに摂動の影響を受けて発見時のような軌道になったことが明らかになっている。
この彗星の周期は5.5年であるため、地球から比較的観測しやすいときと比較的観測しにくいときが交互になる。実際に1851年は比較的観測しにくい年であり、地球から1.31 auほど離れていたため観測されなかった。

### 1857年の回帰
1854年にブローセン彗星は木星に接近したため1851年に観測できなかったこともあり、その軌道がどうなったのかは不明であったが、カール・ブルーンスが1857年3月18日に再発見した。予測は3ヶ月もずれていたが軌道の計算が行われ、ブローセン彗星と同定された。同年6月まで観測が行われ続け、これにより軌道要素が確立した。観測した者によるとブローセン彗星が明るく、彗星核はほとんど星のようだったという。また、ダレスト彗星に似ているがより明るいとも書かれている。

### 1868年以降の回帰と消滅
1862年の回帰では観測することができなかったが、1868年再度観測された。この次の回帰に至るまでにまた木星に接近したため公転周期が短くなり、1873年接近時には地球からでも見えるようになっていた。更に1879年の回帰では4ヶ月も観測でき、これまでの中では最も長く観測できる接近であった。
1884年には観測に不向きな状況であったため観測できなかった。しかし、1890年には観測に適していたのにもかかわらず、ブローセン彗星は現れなかった。さらに1895年はまた観測に不向きな状況であったため観測できなかったのだが、1901年に観測に適していたときも観測されなかった。
この後、本格的に研究が再開されたのは1963年にブライアン・マースデンにより研究されたときである。彼はブローセン彗星はもう存在しないと考えていたが、1973年に観測に適すると計算した。日本の天文学者らはブローセン彗星を捜索したが再発見することはできず消滅した彗星とみなされるようになり、符号にDが付くようになった。